# 八滝
八滝（やたき）は、長野県高山村の松川渓谷にある滝。七味大滝、雷滝と並ぶ高山村三大滝の一つである。

## 概要
長野県高山村の中央部を流れる松川渓谷に位置する。落差180mの間にある8つの滝壺で構成される。
長野県道66号豊野南志賀公園線沿いに展望台と駐車場、農産物直売所があり、平成8年に作られた展望台からのながめは水墨画のような光景で、新緑と紅葉の時期には特に人気がある。

## アクセス
上信越自動車道 須坂長野東ICから約20km。

## 周辺観光スポット
- 森林スポーツ公園YOU游ランド
- 蕨温泉
- 子安温泉
- 山田温泉　山田温泉スキー場（山田温泉キッズスノーパーク）
- 松川渓谷温泉
- 五色温泉
- 七味温泉
- 奥山田温泉 山田牧場スキー場（YAMABOKUワイルドスノーパーク）
- 松川渓谷
- 高山村五大桜 シダレザクラ（枝垂れ桜）（村内各地）
- 福島正則屋敷跡
- 歴史公園信州高山一茶ゆかりの里一茶館

## 参考
- 信州高山温泉郷観光協会パンフレット
- 北中康文『日本の滝 1 西日本767滝』山と溪谷社